# Cucuyagua (ort)
Cucuyagua är en ort i Honduras.   Den ligger i departementet Departamento de Copán, i den västra delen av landet, 190 km väster om huvudstaden Tegucigalpa. Cucuyagua ligger 775 meter över havet och antalet invånare är 2 939.
Terrängen runt Cucuyagua är kuperad. Runt Cucuyagua är det ganska tätbefolkat, med 80 invånare per kvadratkilometer. Närmaste större samhälle är Santa Rosa de Copán, 16,0 km nordost om Cucuyagua. Omgivningarna runt Cucuyagua är en mosaik av jordbruksmark och naturlig växtlighet.